# Harald Ringstorff
Harald Ringstorff (ur. 25 września 1939 w Wittenburgu, zm. 19 listopada 2020 w Schwerinie) – niemiecki polityk i chemik, działacz Socjaldemokratycznej Partii Niemiec (SPD), od 1998 do 2008 premier Meklemburgii-Pomorza Przedniego.

## Życiorys
Po ukończeniu szkoły średniej odbył zasadniczą służbę wojskową w Nationale Volksarmee. W 1965 został absolwentem chemii na Uniwersytecie w Rostocku. Początkowo pracował na macierzystej uczelni, na której doktoryzował się w 1969. Później do 1990 pracował w przedsiębiorstwach branży stoczniowej i chemicznej.
W okresie przemian politycznych w 1989 był wśród założycieli Sozialdemokratische Partei in der DDR, socjaldemokratycznej partii w NRD. Po zjednoczeniu Niemiec dołączył z nią do Socjaldemokratycznej Partii Niemiec, którą kierował na poziomie landu w latach 1990–2003. Również w 1990 uzyskał mandat posła do parlamentu NRD. W tym samym roku został deputowanym do landtagu kraju związkowego Meklemburgia-Pomorze Przednie, w którym zasiadał do 2011.
Pełnił funkcję przewodniczącego klubu poselskiego SPD (1990–1994). W 1994 wszedł w skład rządu Berndta Seite jako wicepremier oraz minister spraw gospodarczych i europejskich. W 1996 powrócił do kierowania frakcją socjaldemokratów w landtagu.
W listopadzie 1998 został nowym premierem Meklemburgii-Pomorza Przedniego. Urząd ten sprawował przez blisko 10 lat, początkowo w koalicji z postkomunistami z PDS, a od 2006 w koalicji z chadekami. W sierpniu 2008 zapowiedział swoją rezygnację z uwagi na wiek, dwa miesiące później zastąpił go Erwin Sellering. W kadencji 2006–2007 był przewodniczącym Bundesratu.